# Scheuren (Solingen)
Scheuren ist ein aus einer Hofschaft hervorgegangener Ortsteil der bergischen Großstadt Solingen. Dort befindet sich das ab Ende der 1960er Jahre ausgewiesene Gewerbe- und Industriegebiet Scheuren, in dem mit den Unternehmen BIA Kunststoff- und Galvanotechnik und Walbusch zwei der größten Arbeitgeber in Solingen ihren Hauptsitz haben.

## Lage und Beschreibung
Scheuren liegt in Solingen-Merscheid, zwischen der Landesstraße 141, der Beethovenstraße, im Norden, der Untengönrather Straße im Osten und der Viehbachtalstraße im Süden. Der Ort wird heute durch das Gewerbe- und Industriegebiet Scheuren dominiert, das sich entlang der Martin-, der Stephan-, der Norbert-, der Lothar- und der Ulrichstraße befindet. Am Rande liegen das Mildred-Scheel-Berufskolleg sowie ein Kindergarten. Das Gelände fällt von der auf einem Höhenrücken verlaufenden Beethovenstraße zum Ufer des Viehbach hin ab. Die Reste des einstigen Hofs Scheuren befinden sich an einer Stichstraße, die von der Olgastraße abzweigt und den Namen des Ortes trägt. Dort sind noch einige, wenn auch teils verkleidete Fachwerkhäuser vorhanden. 
Benachbarte Orte sind bzw. waren (von Nord nach West): Limminghofen, Höhe, Mittel- und Untengönrath, Jakobshäuschen, Waardt, Hübben, Dahl sowie Bäckershof.

## Etymologie
Die ursprüngliche Bezeichnung des Ortes leitet sich von dem Wort Schür ab, das Scheune bedeutet. Sie kommt auch in anderen Gegenden vor, eine Abwandlung findet sich im Walder Ort Scheuer.

## Geschichte
Scheuren ist seit dem 17. Jahrhundert bezeugt. Im Jahre 1715 ist der Ort in der Karte Topographia Ducatus Montani, Blatt Amt Solingen, von Erich Philipp Ploennies mit einer Hofstelle verzeichnet und als Schüern benannt. Der Ort gehörte zur Honschaft Barl innerhalb des Amtes Solingen. In der Topographischen Aufnahme der Rheinlande von 1824 ist der Ort als zur Scheuren verzeichnet, in der Preußischen Uraufnahme von 1844 als Scheuern. Er wird als zusammengewachsen mit dem Nachbarort Limminghofen dargestellt. In der Topographischen Karte des Regierungsbezirks Düsseldorf von 1871 ist der Ort unbenannt verzeichnet. In der Preußischen Neuaufnahme von 1893 tritt er als Scheuren in Erscheinung.
Nach Gründung der Mairien und späteren Bürgermeistereien Anfang des 19. Jahrhunderts gehörte Scheuren zur Bürgermeisterei Merscheid, die 1856 zur Stadt erhoben und im Jahre 1891 in Ohligs umbenannt wurde.
1815/16 lebten vier Einwohner in Scheuren. 1832 war der Ort weiterhin Teil der Honschaft Merscheid innerhalb der Bürgermeisterei Merscheid, dort lag er in der Flur V. Merscheid. Der nach der Statistik und Topographie des Regierungsbezirks Düsseldorf als Hofstadt kategorisierte Ort besaß zu dieser Zeit ein Wohnhaus und ein landwirtschaftliches Gebäude mit 14 Einwohnern, davon einer katholischen und 13 evangelischen Bekenntnisses. Die Gemeinde- und Gutbezirksstatistik der Rheinprovinz führt den Ort 1871 mit acht Wohnhäusern und 51 Einwohnern auf. Im Gemeindelexikon für die Provinz Rheinland von 1888 werden zehn Wohnhäuser mit 53 Einwohnern angegeben. 1895 besitzt der Ortsteil neun Wohnhäuser mit 62 Einwohnern.
Mit der Städtevereinigung zu Groß-Solingen 1929 wurde Scheuren schließlich ein Ortsteil Solingens.

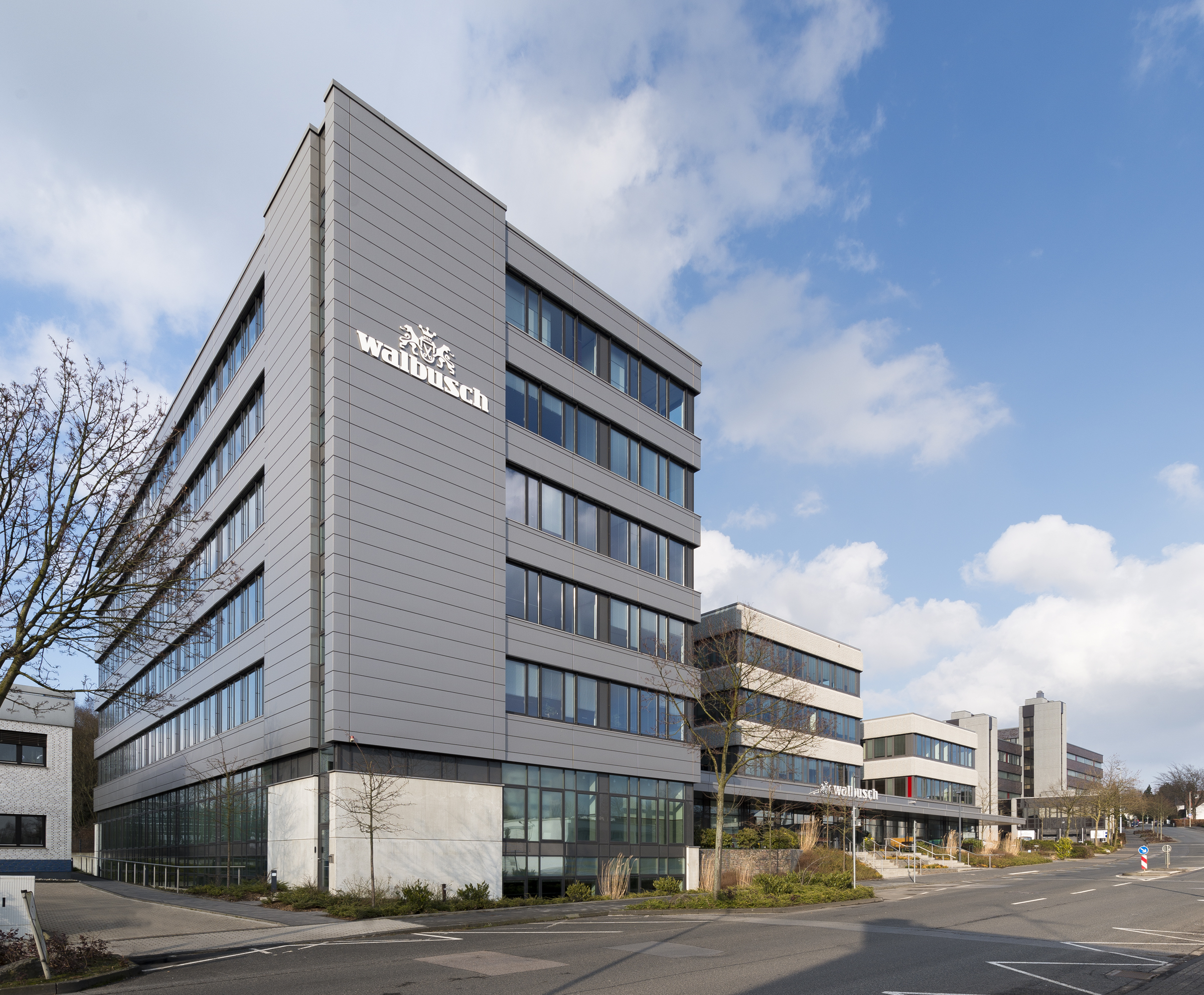
Hauptsitz von Walbusch im Gewerbe- und Industriegebiet Scheuren

Ab Ende der 1960er Jahre wurden die bisherigen Freiflächen östlich von Scheuren für ein Industriegebiet erschlossen. Bis 1972 siedelten sich die ersten Unternehmen in Scheuren an. Es wurde bis Anfang der 1990er Jahre fast flächendeckend bebaut. Heute haben dort unter anderem die Betriebe BIA (Automobilzulieferer), Walbusch (Versandhandel) und GE Healthcare (Medizintechnik) ihren Firmensitz. In den 1970er Jahren erfolgte am Rande von Scheuren der Neubau der gewerblich-hauswirtschaftlichen Berufs- und Berufsfachschule der Stadt Solingen, der ab 27. Mai 1987 zu Ehren Mildred Scheels den Namen Mildred-Scheel-Berufskolleg erhielt. Auf dem Platz vor dem Berufskolleg befindet sich seit 1994 das Mahnmal Solinger Bürger und Bürgerinnen zum Gedenken an den 1993 verübten Brandanschlag von Solingen.
Als einer der wenigen tatsächlich realisierten Abschnitte der geplanten Autobahn 54 entstand am Ende der 1970er Jahre auf dem Teilstück An der Gemarke bis Mangenberg eine vierspurige Kraftfahrstraße durch das südlich von Scheuren gelegene Viehbachtal. Dieses Teilstück der als L 141n gewidmeten Viehbachtalstraße wurde am 31. August 1979 dem Verkehr übergeben. Nach zahlreichen Anwohnerbeschwerden über zu viel Lärm wurden im Folgejahr einige Maßnahmen für einen verbesserten Lärmschutz eingeleitet. Der Weiterbau der Viehbachtalstraße zwischen Mangenberg und dem Frankfurter Damm erfolgte bis 1981. Ein weiterer Ausbau unterblieb; die A 54 wurde nie fertiggestellt.:55
Seit den 2010er Jahren wird in Teilen der Solinger Politik der Anschluss des Gewerbe- und Industriegebietes an die Viehbachtalstraße gefordert, um die innerstädtischen Straßen rund um Scheuren vom Anlieferverkehr zu befreien. Eine ursprünglich geplante Anschlussstelle Scheuren in beide Richtungen kommt aufgrund der Höhenunterschiede nicht in Betracht, stattdessen soll es zunächst nur eine Abfahrt in Richtung Ohligs geben, die über eine Rampe von der Norbertstraße hergerichtet werden soll.